# Gällsjötjärnen, Medelpad
Gällsjötjärnen är en sjö i Ånge kommun i Medelpad och ingår i Ljungans huvudavrinningsområde.